# Archeologische site Eyguières

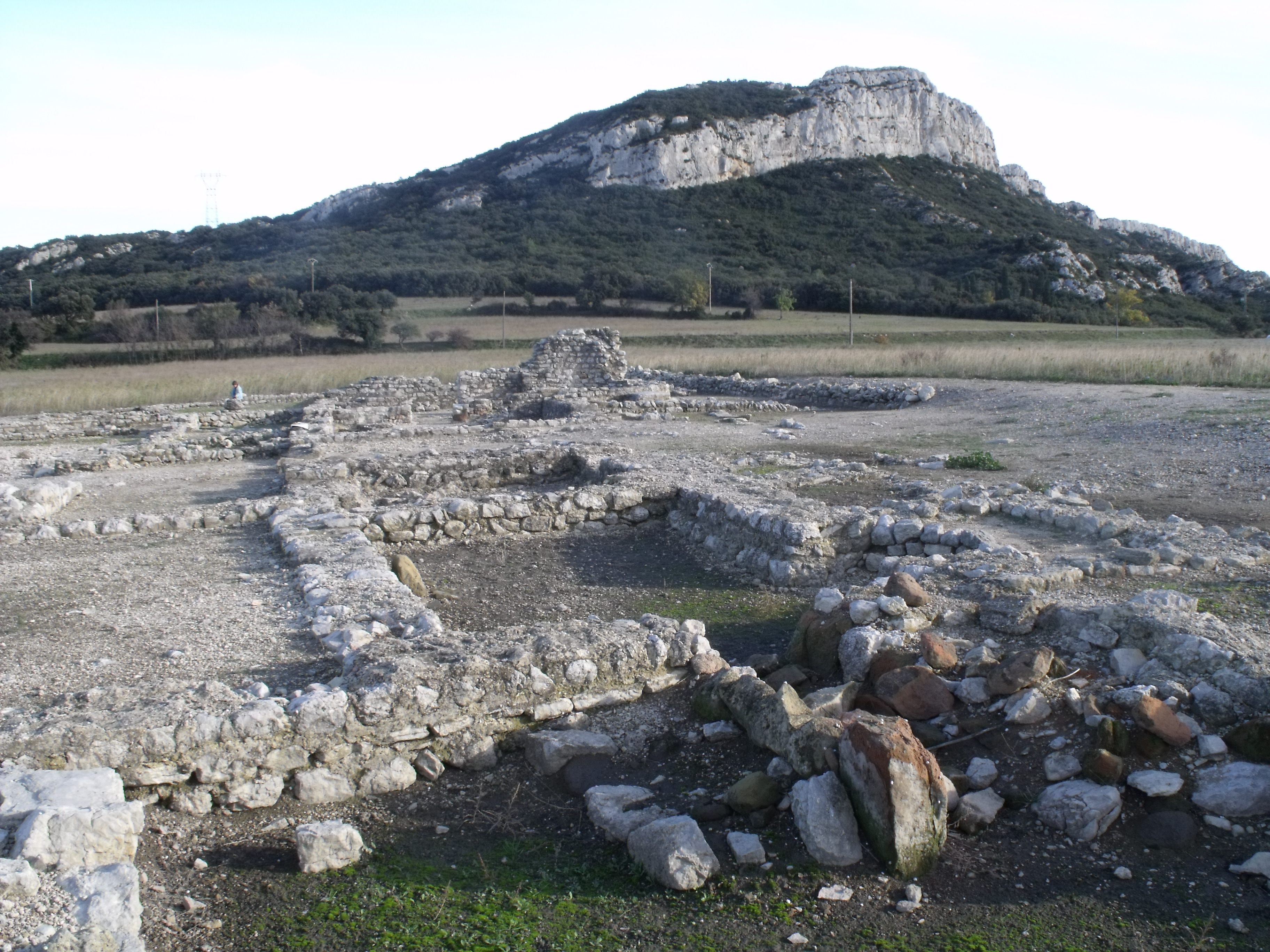
Gallo-Romeinse site van Eyguières, Frankrijk

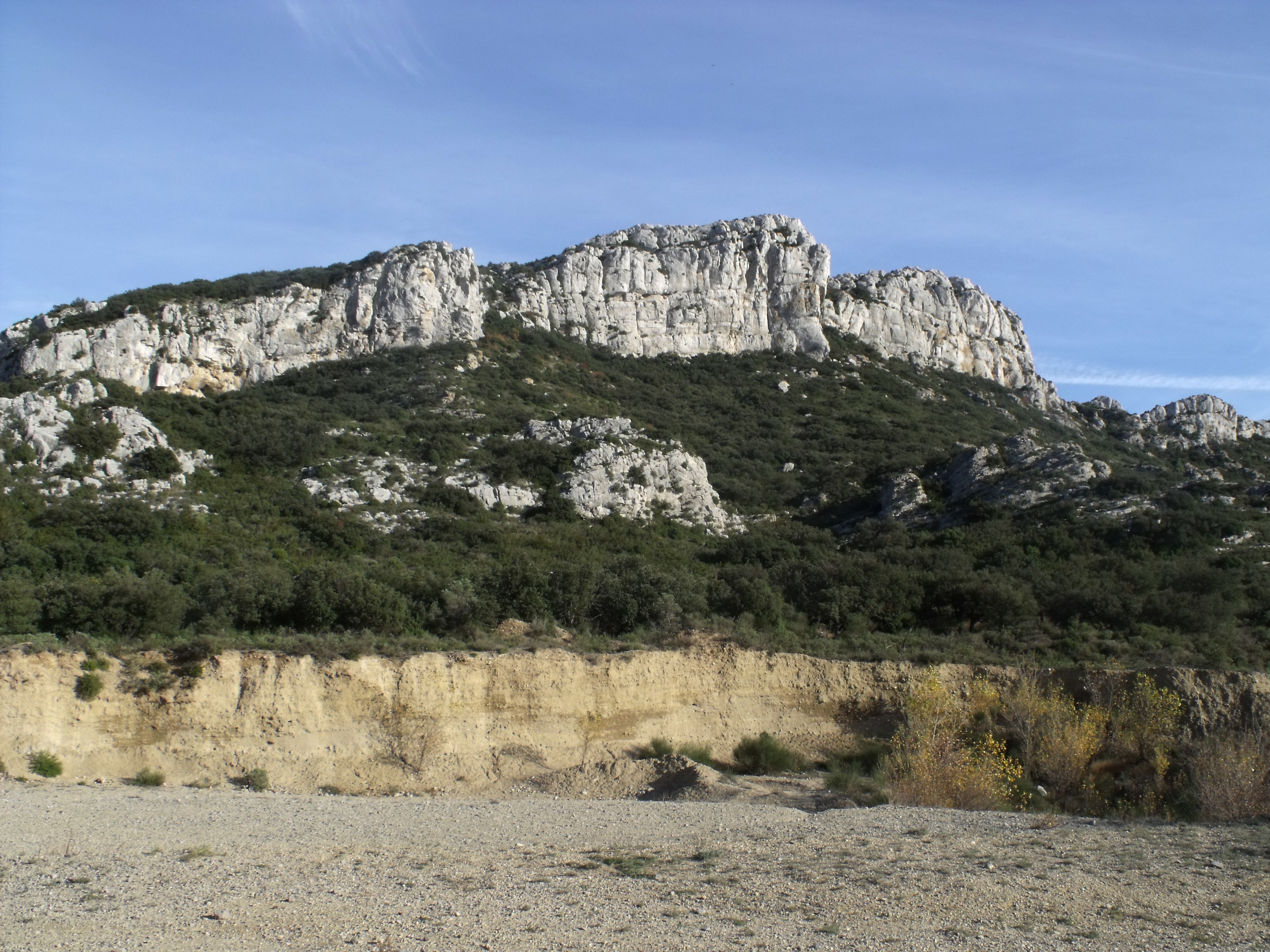
Berg Menu (gebergte Alpilles) met de top van Sinte-Cecilia

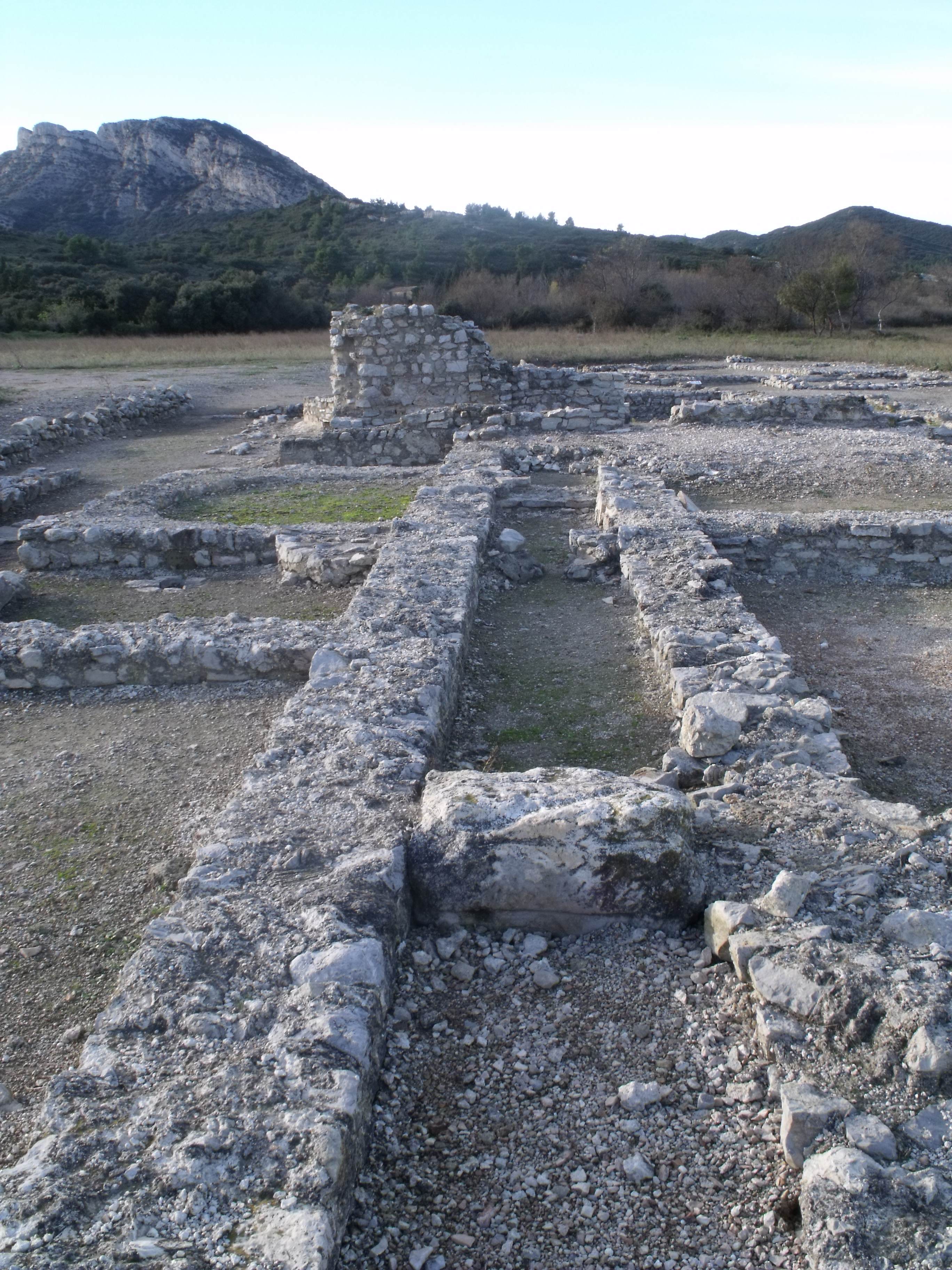
Resten van de villa genaamd Saint-Pierre 1

De archeologische site van Eyguières, departement Bouches-du-Rhône in Frankrijk, bevat fundamenten van woningen uit de Romeinse tijd. Het gaat om zeven Gallo-Romeinse villa’s en zestien kleinere woningen en ateliers. Ze werden gevonden rondom de berg Menu, een van de bergen van de Alpilles. De Galliërs behoorden tot de provincie Gallia Narbonensis van het Romeinse Rijk.
De Gallo-Romeinen waren niet de eerste bewoners aan deze bergen. In de grotten van de Alpilles en aan de voet ervan zijn bewoningen teruggevonden van voor de Romeinse tijd. De dateringen gaan terug tot het Neolithicum, de Bronstijd en de IJzertijd. Reeds toen zochten mensen beschutting in de grotten van de Alpilles. In het gebergte ontspringen er bronnen.
Na de Romeinse tijd werden op en rond de berg Menu ateliers gebouwd, onder meer om keramiek te produceren. Aan de voet van de berg werden twee woninkjes teruggevonden uit de Merovingische tijd en één hut van nadien. Op de top van de berg Menu stond de kapel Sainte-Cécile en de kleine burcht Sainte-Cécile.
Uit al deze tijdsperiodes werden gebruiksvoorwerpen opgegraven. De archeologische observaties vonden plaats vanaf 1899 door de gebroers Perret als eersten en liepen verder in de loop van de 20e eeuw.

## Lokalisatie
Het gebergte Alpilles heeft een oost-west ligging in de Provence. Aan de oostkant van de Alpilles was het mogelijk noord-zuidwaarts te reizen doorheen uitlopers van het gebergte. Zo lopen noord-zuidwaarts: de vallei les Glauges en de vallei van Eyguières. Beide valleien lopen langsheen de berg Menu zodat deze geïsoleerd staat in het bergmassief. De vallei les Glauges loopt ten westen van de berg Menu en de vallei van Eyguières ten oosten ervan. Deze twee doorgangen maakten in de Romeinse tijd een strategische verbinding van de Via Aurelia, die in het zuiden door de Crauvlakte liep, naar de noordelijke vlakte van Roquemartine; de vlakte Roquemartine reikt tot aan de rivier Durance. De Via Aurelia verbond Arles aan de Rhône met Rome; aan mijlpaal nummer III konden reizigers noordwaarts trekken doorheen de beide valleien.
Aan de noordwest zijde van de Alpilles lag de Romeinse stad Glanum, die ook een archeologische site is.

## Gallo-Romeinse bewoning
De lijst van zeven Romeinse villa’s met hun naam en periode van bewoning staat hieronder.
| Nummer van de plek op de site | Naam die de archeologen gaven | Periode van bewoning      | Aanmerkingen |
| ----------------------------- | ----------------------------- | ------------------------- | --- |
| 1                             | Bormes                        | 3e – 5e eeuw              | |
| 2                             | Castellas 1                   | 1e – 6e eeuw              | |
| 11                            | La Jasse                      | 1e – 3e eeuw              | |
| 18                            | Saint-Ange                    | 1e – 3e eeuw              | |
| 20                            | Saint-Pierre 1                | 1e eeuw v.Chr. – 11e eeuw | Dit was de grootste Romeinse villa. Het kende vele bouwfasen. Het had een groot badhuis met zuilen omgeven. Het had ook een toren. |
| 21                            | Saint-Pierre 2                | 1e – 4e eeuw              | Deze villa lag wat afgezonderd van de andere.                                                                                      |
| 24                            | Grand Manon                   | 1e – 4e eeuw              | |

De kleinere woningen en ateliers uit de Gallo-Romeinse tijd staan in de volgende tabel.
| Nummer van de plek op de site | Naam die de archeologen gaven | Periode van bewoning          |
| ----------------------------- | ----------------------------- | ----------------------------- |
| 3                             | Castellas 2                   | 1e – 7e eeuw                  |
| 4                             | Glauges 1                     | 1e – 3e eeuw                  |
| 5                             | Glauges 2                     | 1e – 3e eeuw                  |
| 6                             | Glauges 3                     | 1e – 6e eeuw                  |
| 7                             | Glauges 4                     | 1e – 3e eeuw                  |
| 8                             | Glauges 5                     | 1e – 3e eeuw                  |
| 9                             | Garrigon                      | 1e – 7e eeuw                  |
| 10                            | Grand Brahis                  | 1e – 7e eeuw                  |
| 12                            | Lavandes 1                    | 1e – 3e eeuw                  |
| 13                            | Lavandes 2                    | 1e – 4e eeuw                  |
| 14                            | Lavandes 3                    | 1e – 3e eeuw                  |
| 15                            | Mas d'Espagne                 | 1e – 3e eeuw                  |
| 16                            | Romanière                     | 1e – 3e eeuw                  |
| 28                            | Roquemartine 1                | 5e – 6e eeuw                  |
| 17                            | Roquemartine 2                | 1e – 3e eeuw                  |
| 27                            | Notre Dame des Anges          | 5e – 6e eeuw en 9e – 13e eeuw |

Tijdens de Romeinse periode was er geen bewoning in de grotten. Mogelijks verborgen de Gallo-Romeinen er zich in tijden van vijandelijkheden. Na de val van het West-Romeinse Rijk werd er opnieuw in het gebergte Alpilles gewoond. Zo verschenen er in die tijd op de bergtop Sainte-Cecilia een kleine burcht (of oppidum) en de kapel Sainte-Cecilia.
In de 12e eeuw werd het dorp Eyguières gebouwd. Dit was naast de Gallo-Romeinse site. Het dorp ontstond rond een versterkte hoeve.